# Jonathan Wheatley
Jonathan Wheatley (* 7. Mai 1967) ist ein britischer Formel-1-Mechaniker und Teamchef. Ab April 2025 wird er Teamchef von Sauber.

## Karriere

### Formel 1

#### Benetton/Renault (1991–2006)
Wheatley begann seine Motorsportkarriere in den frühen 1990er Jahren bei Benetton als Junior-Mechaniker. Er stieg bei dem in Enstone ansässigen Team auf und war von 2001 bis 2006 als Chefmechaniker tätig, bevor er zu Red Bull Racing wechselte.
Während seiner Zeit in Enstone gewann das Team zwei Konstrukteursweltmeistertitel und 33 Grands Prix.

#### Red Bull (2006–2024)
Zu Wheatleys Aufgaben bei Red Bull gehörte es, dafür zu sorgen, dass sich das Team an das FIA-Sportreglement hielt und die Kommunikation zu überwachen. Er beaufsichtigte auch die Boxencrew von Red Bull.
Die Boxencrew von Red Bull brach den damaligen Weltrekord für den schnellsten Boxenstopp in der Formel 1 während des Großen Preises von Brasilien 2019, als sie den RB15 von Max Verstappen in einer Zeit von nur 1,82 Sekunden wartete und damit den vorherigen Weltrekord von 1,88 Sekunden übertraf, der weniger als vier Monate zuvor beim Großen Preis von Deutschland 2019 aufgestellt worden war. Der Rekord blieb bis zum Großen Preis von Katar 2023 bestehen, wo er von McLaren mit einer Zeit von 1,80 Sekunden unterboten wurde.
Am 1. August 2024 gab Red Bull bekannt, dass Wheatley am Ende der Saison 2024 als Sportdirektor abtritt, um nach einer Auszeit als Teamchef zu Audi zu wechseln.